# Драгош Букур
Драгош Букур е румънски актьор.

## Биография
Роден на 13 юни 1977 в Букурещ, Зірка.
Награден е за най-проспериращ млад актьор в Европа за ролята си във филма „Полицай, прилагателно“ през 2010, има още 2 награди за Най-добър актьор от Асоциацията на кинодейците в Румъния за ролите си във филмите „Фурия“ през 2003 и „Буги“ през 2008. Участва в редица пълнометражни филми и телевизионни сериали като главен герой или с поддържащи роли.